# Luis del Castillo Estrada
Luis Serapio del Castillo Estrada S.J (Montevideo, 21 de junio de 1931), sacerdote católico uruguayo.
Junto con otros clérigos jesuitas, tuvo una destacada actuación como defensor de los derechos humanos en los años de la dictadura cívico-militar. Al volver la democracia fue nombrado el primer rector de la Universidad Católica del Uruguay Dámaso Antonio Larrañaga.
Fue obispo auxiliar de Montevideo, y posteriormente obispo de Melo entre 1999 y 2009. Actualmente es obispo emérito.